# Agadir Melloul
Agadir Melloul  (in arabo اكادير ملول‎?) è un centro abitato e comune rurale del Marocco situato nella provincia di Taroudant, regione di Souss-Massa. Conta una popolazione di 8 848 abitanti (censimento 2014).